# こわれゆく女
『こわれゆく女』（こわれゆくおんな、A Woman Under the Influence）は、1974年のアメリカ合衆国のドラマ映画。監督はジョン・カサヴェテス、出演はジーナ・ローランズとピーター・フォークなど。心のバランスを崩した妻と彼女を見守る夫の夫婦愛を描いている。主演のローランズが、第32回ゴールデングローブ賞の主演女優賞 (ドラマ部門)などを受賞している。1990年にはアメリカ国立フィルム登録簿に登録されている。

## ストーリー
土木作業員ニックの妻メイベルは情緒不安定で神経症気味である。3人の子どもを預けて夫婦水入らずで過ごすはずの夜に、夫が急な仕事で帰れない夜は寂しさのあまり酒場で男を引っかけ帰宅する。翌朝、ニックが仕事仲間を連れて帰宅すると、あまりにはしゃぎすぎて険悪な雰囲気を作ってしまう。
子どもの友達の親たちとの関係も微妙で、子どもと遊ぶ時の異常なまでのはしゃぎぶりに不安を抱いた親が引いてしまう。時には誤解されて医者を呼ばれることもあり、医者に説得されて入院の身となった。
メイベルは人をもてなしたいという純粋な思いなのだが、他人がいると何故か過剰に振舞ってしまい、そんな妻の思いに無理解なニックは、自分の妻が異常だと人に思われたくない、少なくとも他人の前では異常な行動が許せなくて抑えつけようとする。
しかし、メイベルが不在となって父親の役割を過剰に自覚したニックは、子どもたちを無理やり連れ出して遊ばせるが、子どもたちの不安は増すばかりで、半年後に退院した時には皆が安堵する。顔を揃えた家族らに挨拶するメイベルは自分を抑制した他人行儀な態度で、それにたまらなくなったニックは「自分らしく振る舞え」と怒鳴り、メイベルをパニックに追い込んでしまう。
メイベルは突然踊り出し、集められた家族は帰され、ニックは怒りが収まらずにメイベルを殴りつけ、子どもたちを部屋に追い払おうとするが、子どもたちは言うことを聞かず、「ママが心配」と横になったメイベルに必死に寄り添う。
どんな障害があっても一緒にいたい、求め合う気持ちさえあれば、その固い絆が愛をかけがえのないものにしていく、ニックは子どもたちにそう教えられる。子どもたちを寝かせつけ二人だけになった夫婦は、慣れた様子で後片付けをし、穏やかな笑顔を浮かべて寝る準備をしている。

## キャスト
- ニック・ロンゲッティ: ピーター・フォーク - 工事夫。イタリア系。
- メイベル・ロンゲッティ: ジーナ・ローランズ - ニックの妻。
- ジョージ・モーテンセン: フレッド・ドレイパー（英語版） - メイベルの父。
- マーサ・モーテンセン: レディ・ローランズ（英語版）[注 1] - メイベルの母。
- マーガレット・ロンゲッティ: キャサリン・カサヴェテス（英語版）[注 2] - ニックの母。
- アンジェロ・ロンゲッティ: マシュー・ラボートー - ニックとメイベルの息子。
- トニー・ロンゲッティ: マシュー・カッセル - ニックとメイベルの息子。
- マリア・ロンゲッティ: クリスティーナ・グリサンティ - ニックとメイベルの娘。
- ドミニク・ジェンセン: ドミニク・ダヴァロス（英語版）[注 3] - メイベルが子守で預かった少女。
- アドリエンヌ・ジェンセン: アレクサンドラ・カサヴェテス（英語版）[注 4] - メイベルが子守で預かった少女。

## 日本語字幕版スタッフ
- 翻訳: 稲田嵯裕里[4]

## 作品の評価

### 映画批評家によるレビュー
Rotten Tomatoesによれば、批評家の一致した見解は「ジーナ・ローランズとピーター・フォークの熱演に衝撃を受ける『こわれゆく女』には、インディペンデント映画製作者のパイオニアであるジョン・カサヴェテスが芸術の頂点に立っている姿を見ることができる。」であり、31件の評論のうち高評価は90%にあたる28件で、平均して10点満点中8.10点を得ている。

### 受賞歴
| 映画祭・賞                                    | 部門                    | 候補                 | 結果       |
| --------------------------------------------- | ----------------------- | -------------------- | ---------- |
| 第47回アカデミー賞                            | 監督賞                  | ジョン・カサヴェテス | ノミネート |
| 第47回アカデミー賞                            | 主演女優賞              | ジーナ・ローランズ   | ノミネート |
| 第32回ゴールデングローブ賞                    | 作品賞 (ドラマ部門)     |                      | ノミネート |
| 第32回ゴールデングローブ賞                    | 監督賞                  | ジョン・カサヴェテス | ノミネート |
| 第32回ゴールデングローブ賞                    | 脚本賞                  | ジョン・カサヴェテス | ノミネート |
| 第32回ゴールデングローブ賞                    | 主演女優賞 (ドラマ部門) | ジーナ・ローランズ   | 受賞       |
| ナショナル・ボード・オブ・レビュー賞 (1974年) | トップ10作品            |                      | 6位        |
| ナショナル・ボード・オブ・レビュー賞 (1974年) | 主演女優賞              | ジーナ・ローランズ   | 受賞       |
| 全米脚本家組合賞                              | 最優秀オリジナル脚本賞  | ジョン・カサヴェテス | ノミネート |